# 劉景素
劉景素（452年—476年8月13日），字不詳，彭城綏裡（今江蘇徐州）人，南朝宋政治人物。建平宣簡王劉宏和周氏之子。年少起就喜愛文義，有父風。

## 生平
大明四年（460年），劉景素為寧朔將軍、南濟陰太守，遷徙歷陽、南譙二郡太守，將軍如故。
宋明帝驾崩后，后废帝继位，左将军使持节都督荆州、湘州、雍州、益州、梁州、宁州、南北秦州八州军事刘景素被召回朝，授为散骑常侍、后将军、太常；未及到任，又外放为镇军将军、南徐州刺史，持节都督南徐州、南兖州、兖州、徐州、青州、冀州六州军事。
劉景素好文章書籍，招集才義之士，因此朝野莫不屬意。而後廢帝狂凶失道，內外皆謂劉景素宜當帝位，唯有劉昱母族陳氏親戚疾忌劉景素，而楊運長、阮佃夫慮劉景素立，不見容於長主，深相忌憚。
劉景素派遣季豫之、王潭、賀文超等去來京都，多贈與金帛，要結才力之士。因此冠軍將軍黃回、游擊將軍高道慶、輔國將軍曹欣之、前軍韓道清、長水校尉郭蘭之、羽林監垣祗祖並皆響附，其餘武人失職不得志者，莫不歸之。
元徽四年（476年）七月，垣祗祖率數百人投奔劉景素，說京都已潰亂，勸劉景素下令速入京都。劉景素相信他，立即舉兵，背負戈戟至者數千人。楊運長等常疑劉景素有叛離的心意，及聞垣祗祖叛走，便纂嚴備辦。冠軍將軍、南豫州刺史段佛榮為都統，其餘眾軍相繼進。冠軍將軍齊王世子萧赜鎮東府城。齊王蕭道成知道黃回有異圖，故使李安民、段佛榮俱行以防之。
右衛殿中將軍張倪奴、前軍將軍周盤龍攻陷京城，張倪奴擒獲劉景素斬之。劉景素得年二十五歲，葬於京口。劉景素兒子劉延齡及已出继刘子鸾的刘延年等二少子三子並誅。
但有一女，嫁給褚球。

## 著作
劉景素著有文集十卷以及《隋書經籍志》。